# عین قشره
عین قشره (به عربی: عين قشرة) یک شهرداری در الجزایر است که در استان سکیکده واقع شده‌است.
 عین قشره  ۲۴٬۵۷۲ نفر جمعیت دارد.